# Aphyosemion aureum
Aphyosemion aureum е вид лъчеперка от семейство Nothobranchiidae. Видът е световно застрашен, със статут Уязвим.

## Разпространение
Разпространен е в Габон.

## Описание
На дължина достигат до 5 cm.